# 學園天堂
《學園天堂》（学園ヘヴン BOY'S LOVE SCRAMBLE!，英譯名為Gakuen Heaven - ）系列。最初是日本的一款BL向PC用電玩遊戲，性質為AVG，由Spray公司所出版，人物設定為漫畫家的冰栗優。由於推出後極受歡迎，在删去了过激內容後由NEC Interchannel移植到PlayStation 2平台。其後陸續推出了漫畫、廣播劇CD等相關產品，並於2006年改編成TV動畫。

## 簡介
伊藤啓太是一名運氣特好的16歲少年。有一天，他突然收到了一張Platinum Papers（白金邀請函）──超精英男子全體住宿名校 Bell Liberty 學園（簡稱BL學園）獨一無二的入學許可證：「您得到了本學園的入學許可」，使他平淡無奇的生活帶來了極大的變化。滿心期待入學的啟太，遇到了各個才華橫溢且各顯神通、風格獨特的同伴，以及許多出乎意外的大小事件，多姿多采的校園生活，就此展開。

## 主要角色
伊藤啓太（いとう けいた）
聲 - 福山潤
運氣相當好的普通少年。親切友善且積極誠實的一年級生。一天收到了人稱Platina paper(白金許可書)的入學許可證後入學，在學園內遇見了各式各樣的人。成長於父母和妹妹——朋子的四人家庭。喜歡的東西是草莓和甜甜的食物。五歲時寄住在爺爺家的三個月時遇見遠藤和希，但他本人並不記得。
身長170cm，生於5月5日(金牛座)，O型
遠藤和希（えんどう かずき）
聲 - 櫻井孝宏
手藝很巧的一年級生，工藝品部，擅長編織，溫柔且貼心，只不過有些多管閒事。啟太的鄰座，非常關心啟太，對於過於追求啟太的成瀨由紀彥有相當的敵意。小時候在自家別墅旁遇到寄住在爺爺家的啟太，後來因出國留學而分別。真實身份是鈴菱和希，鈴菱集團的少爺兼BL學園的理事長，學園的管理系統皆由自己掌控。年齡是個謎。
身長178cm，生於6月9日(雙子座)，AB型。
丹羽哲也（にわ てつや）
聲 - 小西克幸
是啟太在BL學園裡遇見的第一個人（動畫版）。文武雙全的學生會會長（在PS2版同樣是學生會會長）。經常偷懶並耽擱學生會的事務，有傳聞是因為這樣導致學生會人手不足。
喜歡午睡和釣魚，時常到運動部湊一腳。入學考時獲得全校第一，和中嶋共同經營學生會。很怕貓，小時候曾被父親帶回的藪貓攻擊，因此對只要和貓有關的非常苦手。會怕殿下（貓的名字）和他的主人海野老師。人稱王樣(國王)。三年級生。父親工作於警視廳的公安刑事部。
身長187cm，生於8月15日(獅子座)，B型。
西園寺郁（さいおんじ かおる）
聲 - 神谷浩史
頭腦聰明的會計部美人會長，二年生。全校唯一入學考滿分。在遊戲中和丹羽為第一個和啟太見面的BL學園學生。童年時，曾因長髮披肩遇變態舔舐後頸。出生在一個富裕的家庭，人稱"女王樣"外貌似乎遺傳自母親，和七条是青梅竹馬。
剛入學時曾被丹羽誤認為女生而討厭他，雖然討厭魯莽又遲鈍的丹羽也同時認可他的實力。綽號女王。二年級生。
入學時就加入了學生會，但各種各樣的問題衝突，最後半年不到會計部就從學生會分離出去，成為了學園內兩大組織。事實上，是在入學前就被理事長委託，從學生會中分離出會計部作為學生會與理事會的持有中立立場的調停部門。任何領域都完美無缺，不過是音痴且不擅運動。根據遊戲選擇的不同，是唯一在遊戲中能夠透過劇情選項轉換攻受屬性的角色。
身長173cm，生於2月14日(水瓶座)，AB型
中島英明（なかじま ひであき）
聲 - 森川智之
冷靜的理論派的學生副會長。別名——鬼畜眼鏡。三年級生。性格及言語上常讓其他學生不快，喜歡吃辣。入學考為全校第二。一年級生時，自從和丹羽攜手收集情報揭發前學生會的不正當行為以來，就成為了他的左右手，有時會對他偷懶感到惱怒。空手道大師（三段），不用手就可以將對方踢倒。覺得丹羽某些地方很可愛。和會計部的七條是死對頭，不相信超自然現象。
身長182cm，生於11月19日(天蠍座)，A型。
七條臣
聲 - 坪井智浩
西園寺郁的青梅竹馬。為半日半法的三文兩語（英語、法語和日語）的黑客。紫色的眼睛，銀白色的頭髮，和中嵨是貓與狗。二年級生。母親是日本職業女性。
在舊金山出生和成長，父母在小學時離婚，隨後他與母親兩人去了日本。和外祖父母住在北陸，轉學到在當地的一所小學。由於他出生和成長皆在英語和法語的環境之下，所以被人欺負排擠。西園寺的幫助下，他成為其跟班且時常跟在其後。極度喜愛甜食，尤其是葡萄乾冰淇淋為最喜愛之甜點。知道理事長的真實身份
身長184cm，生於9月7日(處女座)，B型。
成瀬由紀彥（なるせ ゆきひこ）
聲 - 三木真一郎
二年級生。 網球部的王牌。擅長廚藝的花花公子，非常的溫柔但有些過度熱情。對啟太一見鍾情並強烈追求，對時常阻止他的遠藤和希有敵意。曾赴英國留學的經驗，好像鍛煉網球的同時也鍛煉成了花花公子。
身長183cm，生於12月12日(射手座)，O型。
篠宮紘司（しのみや こうじ）
聲 - 置鮎龍太郎
宿舍長兼弓道部部長。。非常纖細且認真，被大家視為媽媽的存在。擅長煮粥。三年級生。老家是神社，弟弟患有心臟病，時常照顧岩井。
身長178cm，1月1日出生(摩羯座)，A型。
岩井卓人（いわい たくと）
聲 - 野島裕史
美術部部長。三年級生。細膩的沉默個性。致力於美術創作中，營養不良，故經常累得倒下來。父親是著名的畫家，但父親總盜用他的作品進行活動和販賣，母親是情婦。
身長176cm，生於在3月3日(雙魚座)，A型
瀧俊介
聲 - 鈴村健一
學校做快遞。特技是騎山地自行車。個性活潑友善。
出生在大阪，說著一口關西腔。二年級生。客戶為在學校的學生和教師，以食堂飯票作為單位收取費用。因入學時發生某些事情被久我沼抓住把柄利用。和成瀨關係很好，時常直呼對方的名字。
身長167cm，生於4月1日(白羊座)，O型
海野聰
聲 - 川上倫子
生物老師。童顏，有養一隻貓，聽得懂貓語。性格相當友善，做事有些糊塗。實驗時時常不小心打破玻璃之類的實驗器材。研究報告有相當的價值。只要說到專業部分便會滔滔不絕。
身長156cm，7月20日出生，A型
殿下（トノサマ）
聲：小西克幸（只有動畫和Drama CD(廣播劇CD) ）
海野聰養的貓。這個名字的由來，是因為牠吃了所有的實驗用的殿下青蛙。最喜歡油炸食物。毛色為三色貓。愛好是戲弄丹羽。看起來很聰明，聽得懂人話。有時很平靜地插話。
在廣播劇CD，和母貓（小姬）相親，對牠有好感。海野稱牠為“花花公子”。
10月10日出生。
BL學園理事長
學園中地位最高的人物。 前任理事長為BL學園和其母體企業（世界大企業—鈴菱集團）的創辦者，現任理事長為其祖孫。另外也兼任貝爾製藥所所長。三年前上任以來一次也沒出現過，是個謎樣般的人物。會議分為兩個派別的支持，規模最大的反理事長派為副理事（久我沼啟二）。原理事會不斷嘗試剝奪學生之權利，因此內部明暗鬥爭不斷。自從現任學生會推翻前任理事會後，現任理事長維持著學園剛創立以來的理念，並對學生會抱持著相當大的信賴。出於某些原因，理事長寄出邀請函給啟太。在遊戲中，藍色泰迪熊（くまちゃん）為理事長代理。和丹羽的父親為舊友，真實身份為鈴菱和希。
久我沼啓二（くがぬま けいじ）
聲：宗矢樹頼（Drama和動畫）/堀之紀（PS2）
BL學園的副理事長，為反理事長派。現任理事長的義叔。因被鈴菱集團冷落，所以仇視著鈴菱集團BL學園理事長。在一次會議上被理事長抓到小辮子而失敗 。
A型巨蟹座。
木田誠（きだ まこと）
聲：西脅保（PS2）
BL學園的生物老師。海野的同事。因海野推徵而進BL學園，和久我沼利害關係一致。 O型金牛座。
河本義孝（かわもと よしたか）
聲：堀秀行（PS2）
經營畫廊的藝術經銷商。因為岩井父親的事件而挖掘出岩井這個人才。學園OB。天秤座AB型。
渡邊じゅん、直井正兒、渡辺じゅん
配音：加藤將之（渡辺）、ヤスヒロ（直井）、大原崇（永原）
渡辺じゅん，巨蟹座，O型。直井正兒，獅子座，A型。永原長作，AB型，天秤座。
通稱：柔道同好會或笨蛋三人組。為了讓同好會升格成社團而找丹羽麻煩，但總是被打敗。只在動畫的第一話中出現一點點。
松岡迅（まつおか じん）
聲：成田劍
動畫版的登場人物。是一個保健醫生，總是在一旁守護著學生。學園OB。掌握動畫後期的伏筆。
小澤渉（おざわ わたる）& 小澤翔（おざわ かける）
聲 - 水島大宙（渉）、武內健（翔）
動畫版的登場人物。網球部成員中的雙胞胎。憧憬成瀨，單方面對啟太抱有敵意。兩人都很傲嬌。一年級生。

## PSV活躍的新要角
神秘中年男性（謎の中年男性）
聲 - 銀河萬丈（謎樣的中年男子）
丹羽哲也之父，警察局公安科的刑事，亦是國王懼貓症的始作俑者。
身長194cm，性格豪爽且大膽無畏，欲達目的而格外活躍於校園內外的中流砥柱，真的跟那個人很像呢！正所謂：有其子必有其父。
石塚祐輔（いしづか ゆうすけ）
聲 - 笹田貴之（謎樣的中年男子）
他的工作內容為：理事長的輔佐員、主要業務：對於理事長的鈴菱和希，給予全面支持。縱然有任何建言，但基本上仍全面遵從理事長的指示。算上现任理事長，已達四年的優秀人才。
平山雅行（ひらやま まさゆき）
聲 - 私市淳（化學部部長）
對於學生會主掌其社團預算，也是本作中，策劃了一連串：陰謀詭計的惡人。

## 遊戲
- 學園天堂 BOY'S LOVE SCRAMBLE! -- 2002年8月2日發售（PC用，BL系18禁，無語音）
- 學園天堂 BOY'S LOVE SCRAMBLE! -- 2003年11月27日發售（PlayStation 2用，BL系18歲推獎，全語音）
- 學園天堂 BOY'S LOVE SCRAMBLE! -- 2004年7月22日發售（PlayStation 2用，BL系15歲推獎，全語音）
- 學園天堂 再來一份! BOY'S LOVE ATTACK! -- 2005年2月24日發售（PlayStation 2用，BL系15歲推獎，全語音）

## TV動畫

### 動畫版名稱
- 學園天堂 BOY'S LOVE HYPER!（ BOY'S LOVE HYPER!）

### 放送期間
- 2006年4月1日～2006年6月24日（全13回）

### 放送標題
1. 不合時宜的轉學生（季節はずれの転校生）
2. 抵達天堂（たどりついたヘヴン）
3. 傳閱的信、動搖的心情（巡る手紙、揺れる想い）
4. 溫泉！波濤洶湧的歡迎會（波乱の歓迎会）
5. 天堂之門（ヘヴンズ・ドア）
6. 約會好日子（デート日和）
7. 不安的所在（不安の在処）
8. MVP戰前夜（MVP戦前夜）
9. 鋼之花（鋼の花）
10. 記憶的鑰匙（記憶の鍵）
11. 真相大白的真實（明かされた真実）
12. 不被風吹折的花（風に折れない花）
13. 約定（約束）

### 主題歌

#### 片首曲
- ｢school boys｣

歌 : YAMOTO

#### 片尾曲
歌 : 藤岡正明

### 幕後工作人員
- 原作：Spray/VisualArt's
- 角色原案 ：冰栗優
- 監督：
- Series構成：
- 劇本：高橋、福嶋幸典、渡邊大輔
- 角色設計、總作畫監督：中山由美
- 美術監督：東厚治
- 音響監督：菊田浩巳
- 音響製作：
- 音樂：西岡和哉
- 動畫製作：
- 製作：BL學園應援部

## 相關作品

### 音樂、廣播劇CD
- 廣播劇CD 學園天堂 ～屬於你的未來～
- 廣播劇CD 學園天堂2 ～無敵的3年生～
- 廣播劇CD 學園天堂2 ～強氣的2年生～
- 廣播劇CD 學園天堂2 ～Welcome to HEAVEN!～
- 學園天堂 歌唱專輯 ～SONG!MVP～
- 學園天堂 角色單曲 ～BITTER CHOCOLATE～
- 學園天堂 角色單曲 ～SWEET CANDY～
- 廣播劇CD 學園天堂 3 ～Happy☆Paradise～
- 學園天堂 TV動畫原聲帶

### 書籍
- 漫畫 BBN「學園天堂 丹羽篇」（作畫：冰栗優）
- 漫畫 BBN「學園天堂 中島篇」（作畫：冰栗優）
- 小說 BBN「學園天堂 遠藤篇」（作者：TAMAMI／插畫：冰栗優）
- 漫畫 BBN「學園天堂 遠藤篇~Calling You~」（作畫：冰栗優）
- 小說 BBN「學園天堂 七条篇」（作者：市村奈央／插畫：冰栗優）

## 廣播節目
- 學園天堂 線上廣播節目 BL學園放送部

放送期間：2006年3月29日～2006年8月30日（隔週週三更新）
主持人：福山潤

## 其他連結
- Spray（页面存档备份，存于）（日語）
- NEC（日語）
- 學園天堂動畫官方網站（页面存档备份，存于）（日語）